# Larysa Briukhovetska
Larysa Ivanivna Briukhovetska (7 de enero de 1949) es una crítica de cine, historiadora de cine y estudiosa del cine ucraniana.
Briukhovetska nació en Zapillia, Liuboml Raion, Óblast de Volyn, el 7 de enero de 1949. Desde 1991, es redactora jefe de la revista Kino-Teatr de la Universidad Nacional de Kiev-Academia Mohyla (NaUKMA). También es profesora titular del Departamento de Estudios Culturales de NaUKMA y dirige el Centro de Estudios Cinematográficos de la universidad. En abril de 2019, se convirtió en una de los 18 miembros del Consejo Público dependiente de la Agencia Estatal de Cine de Ucrania.

## Biografía
Briukhovetska estudió en la Facultad de Periodismo de la Universidad Nacional Taras Shevchenko de Kiev de 1967 a 1972.
De 1974 a 1982, trabajó como redactora de la sección de Arte de la Enciclopedia Soviética Ucraniana. También ocupó cargos editoriales en el periódico Uriadovyi Kurier y en la revista Kyiv.
Desde 1988 es miembro de la Asociación Ucraniana de Cinematógrafos.
A principios de la década de 1990, trabajó como corresponsal de la sección de cine de la revista Vavilon-21.
Desde 1994, imparte clases en la Universidad Nacional de Kiev-Academia Mohyla. En 1995, se convirtió en redactora jefe de la revista Kino-Teatr, fundada por iniciativa de sus alumnos.
Entre 2000 y 2009, formó parte del Consejo de Expertos de la Agencia Estatal de Cine de Ucrania. Fue miembro del Comité del Premio Nacional Taras Shevchenko (2000-2004) y del Comité del Premio Estatal Oleksandr Dovzhenko (2004-2013).
Fue elegida miembro de la Junta de la Asociación Ucraniana de Cinematógrafos en su 7º (13º) Congreso el 25 de octubre de 2016.
En marzo de 2019, Briukhovetska fue una de los nueve expertos cinematográficos del comité de selección encargado de nombrar a un nuevo director para el Estudio Cinematográfico Dovzhenko.